# Antonio Nariño (Bogotá)
Antonio Nariño wird der 15. Stadtbezirk (localidad) im südöstlichen Teil der kolumbianischen Hauptstadt Stadt Bogotá genannt. Der Name stammt von Antonio Nariño ab, dem wichtigsten Helden der Unabhängigkeitsbewegung Kolumbiens, der ganz in der Nähe auf einer Hazienda, heute ist es das „Casa Museo Antonio Nariño“, einen großen Teil seines Lebens verbrachte. Der Stadtbezirk ist der zweitkleinste von Bogotá und zählt nur ca. 493 Hektaren.
Er grenzt im Nordosten an Santa Fe und Los Mártires, im Nordwesten an Puente Aranda, im Südwesten an Tunjuelito und Rafael Uribe Uribe und im Südosten an San Cristóbal. Nach der letzten Volkszählung im Jahr 2005 hat der Bezirk etwa 115.148 Einwohner.
Die erste nationale Druckerei, die Imprenta Nacional, heute das Museo de Artes Gráficas, befand sich zuerst in Antonio Nariño. Heute beherbergt es unter anderem eine Replik patriotischer Druckerzeugnisse des Nationalhelden Antonio Nariño. Im Barrio Restrepo ist auch das Museo del Cuero, das Ledermuseum untergebracht, wo den Bürgern die Techniken der Lederverarbeitung veranschaulicht wird.